# Wybory parlamentarne na Ukrainie w 1994 roku

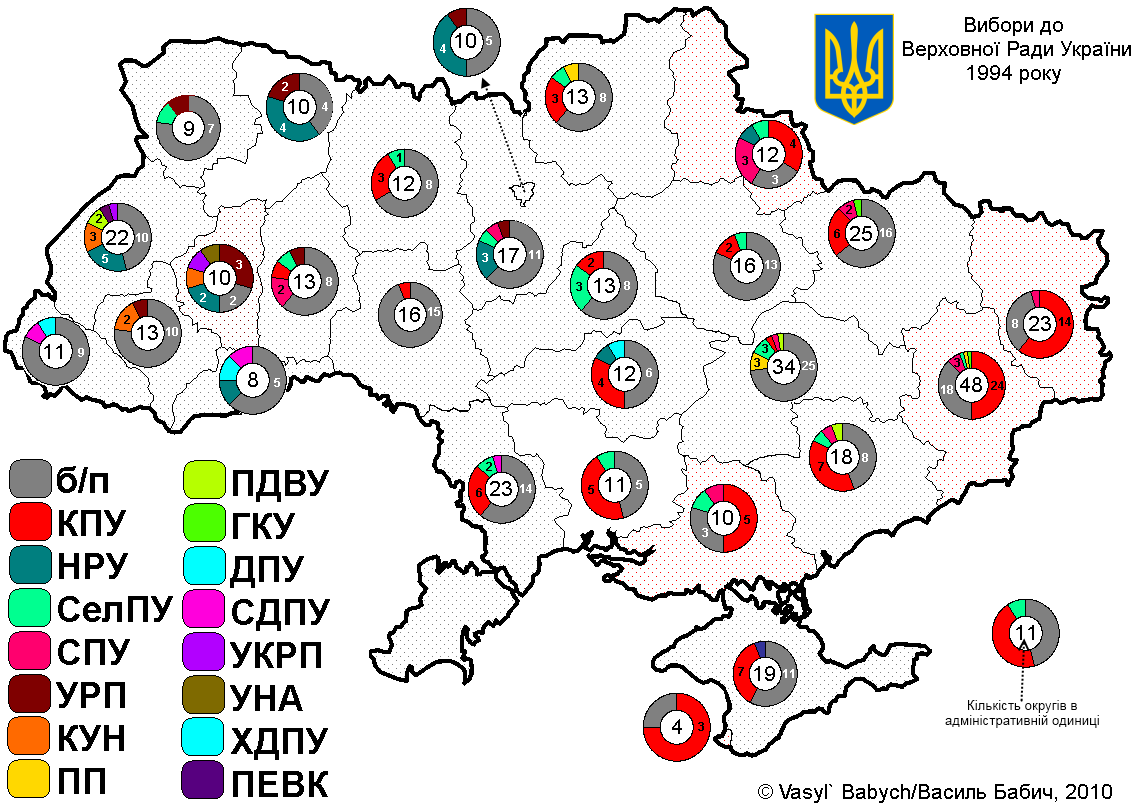
Wybory parlamentarne na Ukrainie 1994 – wyniki w obwodach

Wybory parlamentarne na Ukrainie w 1994 roku – wybory do Rady Najwyższej Ukrainy, do których doszło 27 marca 1994 oraz 3–10 kwietnia.

## Przebieg wyborów
Wybory odbyły się zgodnie z obowiązującą ordynacją wyborczą w 450 jednomandatowych okręgach wyborczych. W okręgach, w których żaden z kandydatów nie uzyskał poparcia co najmniej 50% wyborców biorących udział w głosowaniu, dwa tygodnie później została przeprowadzona druga tura wyborów.
Pierwsza runda odbyła się 27 marca 1994. Druga: między 3 a 10 kwietnia. W dwóch rundach z powodu niskiej frekwencji wyborczej wybrano łącznie 338 z 450 deputowanych. Na przełomie września i października tego roku w regionach, które nie wyłoniły żadnego reprezentanta do Rady Najwyższej Ukrainy odbyła się dogrywka wyłaniająca 67 deputowanych. W październiku 1994 parlament liczył 405 deputowanych.

## Wyniki
Skład parlamentu ukraińskiego po dwóch turach wyborów przeprowadzonych w marcu i kwietniu 1994.
| Partia | Partia                                      | Liczba głosów | Mandaty |
| ------ | ------------------------------------------- | ------------- | ------- |
|        | Komunistyczna Partia Ukrainy                | 3 683 332     | 86      |
|        | Ludowy Ruch Ukrainy                         | 1 491 164     | 20      |
|        | Chłopska Partia Ukrainy                     | 794 614       | 19      |
|        | Socjalistyczna Partia Ukrainy               | 895 830       | 14      |
|        | Republikańska Partia Ukrainy                | 728 614       | 8       |
|        | Kongres Ukraińskich Nacjonalistów           | 361 352       | 5       |
|        | Partia Demokratycznego Odrodzenia           | 239 763       | 4       |
|        | Partia Pracy Ukrainy                        | 114 409       | 4       |
|        | Demokratyczna Partia Ukrainy                | 312 842       | 2       |
|        | Socjaldemokratyczna Partia Ukrainy          | 104 204       | 2       |
|        | Konserwatywno-republikańska Partia Ukrainy  | 99 028        | 2       |
|        | Ludowy Kongres Ukrainy                      | 72 473        | 2       |
|        | UNA-UNSO                                    | 148 239       | 1       |
|        | Chrześcijańsko-demokratyczna Partia Ukrainy | 100 007       | 1       |
|        | Niezależni                                  | 14 894 269    | 168     |
|        | Wakat                                       |               | 112     |
| Razem  | Razem                                       | 24 040 140    | 338     |

- Liberalna Partia Ukrainy osiągnęła w tych wyborach wynik 173 503 ważnie oddanych głosów jednak nie pozwoliło to jej uzyskać nawet 1 mandatu w Radzie Najwyższej Ukrainy. W podobnej sytuacji znalazły się dwa inne ugrupowania „Kongres Pracy Ukrainy” oraz Partia Zielonych Ukrainy, które otrzymały po ponad 50 000 głosów.